# Ron Dante
Ron Dante (* 22. August 1945 als Carmine Granito in Staten Island, New York), auch bekannt als The Detergents und The Cuff Links, ist ein US-amerikanischer Sänger, Songschreiber und Musikproduzent. 

## Biografie
Der vielseitig begabte Künstler initiierte Anfang der 1960er Jahre etliche Musikprojekte, die allein aus Ron Dante bestanden. Er sang sämtliche Stimmen und mischte sie anschließend zusammen, sodass der Eindruck eines ganzen Chors entstand.
Sein erstes Projekt war „The Detergents“. Mit Leader of the Laundromat, einer Parodie auf den Shangri-Las-Titel Leader of the Pack, erreichte er 1964 Platz 19 der US-amerikanischen Charts.
Später hatte er als „The Cuff Links“ zwei internationale Hits: Tracy (1969, US Platz 9, UK Platz 4) und When Julie Comes Around (1970, US Platz 41, UK Platz 10).
Zeitgleich hatte Ron Dante als Leadsänger des Nummer-eins-Hits der Cartoon-Gruppe The Archies Sugar Sugar (geschrieben von Jeff Barry und Andy Kim) maßgeblichen Anteil am Erfolg dieser „Band“.
1970 erschien die erste Langspielplatte unter seinem eigenen Namen, Ron Dante Brings You Up. Im Jahr 1979 nahm Dante mit den Sängerinnen Monica Burruss und Toni Lund ein Discoalbum unter dem Bandnamen Dante’s Inferno auf. 1981 veröffentlichte er das zweite Soloalbum Street Angel.
Von 1973 bis 1981 war Ron Dante Produzent von Barry Manilow, bei dem er auch oft als Backgroundsänger mitwirkte (u. a. bei Mandy). 
Die ganze Zeit über bis heute war Ron Dante als Sänger für Radio- und Fernsehwerbespots beschäftigt sowie als Produzent und Konzertveranstalter.
Zwei weitere CDs erschienen 1999 (Favorites) und 2004 (Saturday Night Blast).

## Diskografie

### Alben
als The Detergents
- 1965: The Many Faces of the Detergents

als The Cuff Links
- 1969: Tracy
- 1970: The Cuff Links

als Ron Dante
- 1970: Ron Dante Brings You Up
- 1972: The Amazing Spider-Man: From Beyond the Grave – A Rockomic (mit The Webspinners)
- 1981: Street Angel
- 1999: Favorites
- 2004: Saturday Night Blast

### Singles
als The Detergents
- 1964: Leader of the Laundromat
- 1965: Double-O-Seven
- 1965: Mrs. Jones (’Ow About It)
- 1965: I Don’t Know
- 1965: Soldier Girl
- 1965: Bad Girl
- 1965: Tea and Trumpets
- 1966: I Can Never Eat Home Anymore
- 1966: Some Sunday Morning

als The Cuff Links
- 1969: Tracy
- 1969: When Julie Comes Around
- 1970: Run Sally Run
- 1970: Robin’s World
- 1970: Thank You Pretty Baby (feat. Joey Cord)
- 1971: All Because of You
- 1971: Sandi (Promo)

als Ronnie Dante
- 1964: Don’t Stand Up in a Canoe
- 1964: Look at Me (You Did It)
- 1966: 221 East Maple
- 1966: Janie Janie
- 1967: Gypsy Be Mine

als Ron Dante
- 1970: Let Me Bring You Up (Promo)
- 1970: C’mon Girl
- 1971: That’s What Life Is All About (Promo)
- 1974: Charmer
- 1974: Midnight Show
- 1975: Sugar, Sugar (Promo)
- 1977: How Am I to Know
- 1981: Show and Tell
- 1981: Letter from Zowie (Promo)